# 山形グランドホテル
株式会社山形グランドホテル（やまがたグランドホテル）は、山形県山形市に所在するホテル。

## 概要
1969年（昭和44年）7月、山形市における都市型ホテルの第1号として山形新聞社・山形放送を母体に設立され、1971年（昭和46年）4月1日に開業した。1982年（昭和57年）4月には新館増築のほか本館の全面改装も完了し、山新グループ総帥であった服部敬雄のコレクションによる国内外の彫刻、絵画など百余点の美術品を「グランド美術館」として公開展示するなど、県下随一の格式から山形の迎賓館などとも称された。
しかし、少子化に伴う婚礼需要の減少や大手ビジネスホテルチェーンの進出、さらには施設の老朽化などから客足が遠のき、2014年（平成26年）3月期には累積赤字が6,800万円に膨らんでいた。そうした状況から、専門のノウハウを持った企業に経営を委ねたいとの山新グループ首脳の意向から、2015年（平成27年）1月15日、山形グランドホテルをホテル運営会社であるエフ・イー・ティーシステム（本社：東京都）に事業譲渡すると発表し、エフ社は2月27日から業務を承継した。
2021年（令和3年）11月1日、運営会社である山形グランドホテルは親会社のエフ社に経営統合となり、ホテル運営は同日から新会社「SHG．山形グランド」が継承した。ホテル名や、シティーホテルとしてのサービス内容は変わらない。

## 沿革
- 1969年7月 - 株式会社山形グランドホテル創立。
- 1971年4月1日 - 開業。
- 1982年4月 - 新館増築、本館全面改装。
- 2015年2月27日 - エフ・イー・ティーシステムが業務を承継。
- 2018年 - 耐震補強および改装工事完了。
- 2021年11月1日 - 運営会社が親会社のエフ・イー・ティーシステムと経営統合。同日から新会社「SHG．山形グランド」の運営となる。